# Het verhaal van de afgunstige en degene die hij benijdde
Het verhaal van de afgunstige en degene die hij benijdde is een verhaal binnen het grotere kaderverhaal uit de verhalencyclus Duizend-en-een-nacht.

## Verhaal
In een stad woonden twee mannen, naast elkaar. De ene was afgunstig op de toenemende rijkdom van de ander. De rijke merkte dat zijn buur afgunstig op hem was en verhuisde naar een andere stad.
Daar werd hij nog rijker, welvarender en beroemder dan ooit. Dat kwam ook zijn afgunstige buurman ter ore. Hij reisde zijn buurman achterna, lokte hem naar een put en smeet hem erin. In de put woonden echter een paar djinns. Omdat hij zelfs bij hen geliefd was, vingen zij hem op. In de put kwam hij van de djinns te weten dat de dochter van de koning bezeten was door de djinn Maimoen ibn Damdam. Ook leerde hij daar een exorcismemethode. In de avond lukte het hem weer uit de put te klimmen.
Als de koning bij hem langskomt om zijn hulp te vragen, verbaast de rijke man hem door de reden van het bezoek te raden. Door de raad van de djinns bevrijdt hij de dochter, huwt haar, wordt vizier en uiteindelijk sultan. Als hij dan zijn oude, afgunstige buurman in een delegatie ziet staan, geeft hij hem grote rijkdommen mee zonder iets over zijn gemene streken te zeggen.

## Plaatsing binnen de verhalencyclus
Het verhaal van de afgunstige en degene die hij benijdde is een subverhaal dat verteld wordt binnen Het verhaal van de tweede derwisj, dat op zijn beurt binnen het grotere Het verhaal van de sjouwer en de drie vrouwen staat, en dat dat zelf weer binnen het kaderverhaal (Het verhaal van Sjahriaar en zijn broer) uit de verhalencyclus Duizend-en-een-nacht wordt verteld. De koningszoon uit het verhaal van de tweede derwisj smeekt de kwade ifriet om zijn leven te sparen. "Zie eens, beste ifriet, hoe de man die werd benijd de afgunstige buurman vergiffenis schonk. Vanaf het begin was de buurman jaloers op hem, probeerde hem te dwarsbomen, reisde hem achterna en wierp hem zelfs in de put met de bedoeling hem te doden, maar hij bejegende hem niet op overeenkomstige wijze, maar vergaf hem en spaarde hem."
Zie ook: De verhalenstructuur van Duizend-en-een-nacht.

## Referentie
De voor deze samenvatting gebruikte vertaling en citaten is die van Richard van Leeuwen op basis van de Mahdi-tekst, en houdt de volgorde van de Boelaak-tekst aan.